# Noordzeecross
Le Noordzeecross (en français : cyclo-cross de la mer du Nord) est une course de cyclo-cross disputée depuis 1959 à Middelkerke, en Flandre-Occidentale, en Belgique. Il fait partie du calendrier de l'Union cycliste internationale ainsi que du Superprestige de l'édition 2010-2011 à celle de 2020-2021. Norbert Dedeckere y détient le record de victoires, avec six succès.

## Palmarès

### Hommes élites
| Année     | Vainqueur              | Deuxième               | Troisième              |
| --------- | ---------------------- | ---------------------- | ---------------------- |
| 1959      | Firmin Van Kerrebroeck |                        |                        |
| 1959      | Roger De Clercq        | René De Rey            | Firmin Van Kerrebroeck |
| 1960      | Rolf Wolfshohl         | René De Rey            | Albert Van Damme       |
| 1961      | Rolf Wolfshohl         |                        |                        |
| 1962      | Pierre Kumps           | Albert Van Damme       | Jozef Matheussen       |
| 1962      | Firmin Van Kerrebroeck |                        |                        |
| 1963      | Charles Vanhoutte      | René De Rey            | Antoine Vanneste       |
| 1964      | Réne Derey             |                        |                        |
| 1965      | Roger De Clercq        | Daniël Van Damme       | René De Clercq         |
| 1966      | Eric De Vlaeminck      |                        |                        |
| 1967      | non-disputé            |                        |                        |
| 1968      | Roger De Vlaeminck     | Robert Vermeire        | Charles Van Houtte     |
| 1969      | Eric De Vlaeminck      |                        |                        |
| 1970      | Robert Vermeire        |                        |                        |
| 1971      | Eric De Vlaeminck      | Norbert Dedeckere      | John Atkins            |
| 1972      | Norbert Dedeckere      |                        |                        |
| 1973      | Eric De Vlaeminck      | Norbert Dedeckere      | John Atkins            |
| 1974      | Norbert Dedeckere      | André Geirland         | Eric Desruelle         |
| 1975      | Eric De Vlaeminck      | Eric Desruelle         | André Geirland         |
| 1976      | Norbert Dedeckere      | André Geirland         | Eric Desruelle         |
| 1977      | Norbert Dedeckere      | Albert Van Damme       | Eric De Bruyne         |
| 1977      | Norbert Dedeckere      |                        |                        |
| 1978      | Freddy De Schacht      |                        |                        |
| 1979      | Freddy De Schacht      |                        |                        |
| 1980      | Johan Ghyllebert       |                        |                        |
| 1981      | Freddy De Schacht      |                        |                        |
| 1982      | Paul De Brauwer        |                        |                        |
| 1983      | Yvan Messelis          |                        |                        |
| 1984      | Yvan Messelis          |                        |                        |
| 1985      | Freddy De Schacht      |                        |                        |
| 1986      | Yvan Messelis          |                        |                        |
| 1987      | Norbert Dedeckere      |                        |                        |
| 1988      | Alex Moonen            |                        |                        |
| 1989      | Wim Lambrechts         |                        |                        |
| 1990      | Kurt De Roosse         |                        |                        |
| 1991      | Filip Van Luchem       |                        |                        |
| 1992      | Peter Van Den Abeele   |                        |                        |
| 1993      | Arne Daelmans          | Peter Willemsens       | Guy Vandijck           |
| 1994-1995 | non-disputé            |                        |                        |
| 1996      | Paul Herijgers         | Marc Janssens          | Kris Wouters           |
| 1997      | Paul Herijgers         | Danny De Bie           | Kurt De Roose          |
| 1998      | David Willemsens       | Peter Willemsens       | Paul Herijgers         |
| 1999      | Peter Willemsens       | Kris Wouters           | Kurt De Roose          |
| 2000      | Kurt De Roose          | Peter Willemsens       | Sven Raeymakers        |
| 2001      | Sven Vanthourenhout    | Davy Commeyne          | Klaas Vantornout       |
| 2002      | Sven Nys               | Tom Vannoppen          | Erwin Vervecken        |
| 2003      | Sven Nys               | Bart Wellens           | Ben Berden             |
| 2004      | Sven Vanthourenhout    | Davy Commeyne          | Peter Van Santvliet    |
| 2005      | Sven Vanthourenhout    | Gerben de Knegt        | Jonathan Page          |
| 2006      | Bart Wellens           | Jonathan Page          | Enrico Franzoi         |
| 2007      | Sven Nys               | Jonathan Page          | Gerben de Knegt        |
| 2008      | Sven Nys               | Thijs Al               | Enrico Franzoi         |
| 2009      | Sven Nys               | Tom Meeusen            | Klaas Vantornout       |
| 2010      | non-disputé            |                        |                        |
| 2011      | Klaas Vantornout       | Kevin Pauwels          | Bart Wellens           |
| 2012      | Zdeněk Štybar          | Sven Nys               | Tom Meeusen            |
| 2013      | Klaas Vantornout       | Niels Albert           | Tom Meeusen            |
| 2014      | Tom Meeusen            | Kevin Pauwels          | Sven Nys               |
| 2015      | Kevin Pauwels          | Mathieu van der Poel   | Wout van Aert          |
| 2016      | Mathieu van der Poel   | Tom Meeusen            | Wout van Aert          |
| 2017      | Mathieu van der Poel   | Wout van Aert          | Laurens Sweeck         |
| 2018      | Mathieu van der Poel   | Tim Merlier            | Michael Vanthourenhout |
| 2019      | Mathieu van der Poel   | Michael Vanthourenhout | Toon Aerts             |
| 2020      | Laurens Sweeck         | Toon Aerts             | Eli Iserbyt            |
| 2021      | Laurens Sweeck         | Michael Vanthourenhout | Eli Iserbyt            |
| 2023      | Eli Iserbyt            | Lars van der Haar      | Laurens Sweeck         |
| 2024      | Eli Iserbyt            | Michael Vanthourenhout | Joris Nieuwenhuis      |
| 2025      | Joris Nieuwenhuis      | Eli Iserbyt            | Niels Vandeputte       |

### Femmes élites
| Année | Vainqueur            | Deuxième                   | Troisième               |
| ----- | -------------------- | -------------------------- | ----------------------- |
| 2012  | Daphny van den Brand | Nikki Harris               | Pavla Havlíková         |
| 2013  | Sanne Cant           | Helen Wyman                | Ellen Van Loy           |
| 2014  | Helen Wyman          | Sanne Cant                 | Jolien Verschueren      |
| 2015  | Sanne Cant           | Helen Wyman                | Femke Van den Driessche |
| 2016  | Sanne Cant           | Sophie de Boer             | Nikki Harris            |
| 2017  | Sanne Cant           | Sophie de Boer             | Ellen Van Loy           |
| 2018  | Sanne Cant           | Maud Kaptheijns            | Laura Verdonschot       |
| 2019  | Denise Betsema       | Ceylin Del Carmen Alvarado | Loes Sels               |
| 2020  | Ceylin Alvarado      | Denise Betsema             | Annemarie Worst         |
| 2021  | Denise Betsema       | Ceylin Alvarado            | Lucinda Brand           |
| 2023  | Ceylin Alvarado      | Lucinda Brand              | Annemarie Worst         |
| 2024  | Lucinda Brand        | Laura Verdonschot          | Ceylin Alvarado         |
| 2025  | Inge van der Heijden | Lucinda Brand              | Sara Casasola           |

### Hommes espoirs
| Année | Vainqueur              | Deuxième               | Troisième         |
| ----- | ---------------------- | ---------------------- | ----------------- |
| 2011  | Jim Aernouts           | Lars van der Haar      | Vincent Baestaens |
| 2012  | Stan Godrie            | Lars van der Haar      | Arnaud Jouffroy   |
| 2013  | Michael Vanthourenhout | Wout van Aert          | Wietse Bosmans    |
| 2014  | Wout van Aert          | Michael Vanthourenhout | Toon Aerts        |
| 2015  | Laurens Sweeck         | Michael Vanthourenhout | Quinten Hermans   |
| 2016  | Eli Iserbyt            | Quinten Hermans        | Thijs Aerts       |
| 2017  | Joris Nieuwenhuis      | Quinten Hermans        | Nicolas Cleppe    |
| 2018  | Thomas Pidcock         | Eli Iserbyt            | Jens Dekker       |
| 2019  | Thomas Pidcock         | Jakob Dorigoni         | Eli Iserbyt       |
| 2020  | Thomas Pidcock         | Niels Vandeputte       | Ryan Kamp         |

### Hommes juniors
| Année | Vainqueur            | Deuxième            | Troisième          |
| ----- | -------------------- | ------------------- | ------------------ |
| 2011  | Laurens Sweeck       | Diether Sweeck      | Jens Vandekinderen |
| 2012  | Mathieu van der Poel | Yorben Van Tichelt  | Wout van Aert      |
| 2013  | Mathieu van der Poel | Yannick Peeters     | Jonas Degroote     |
| 2014  | Johan Jacobs         | Eli Iserbyt         | Kobe Goossens      |
| 2015  | Johan Jacobs         | Eli Iserbyt         | Max Gulickx        |
| 2016  | Jens Dekker          | Florian Vermeersch  | Toon Vandebosch    |
| 2017  | Jelle Camps          | Yentl Bekaert       | Toon Vandebosch    |
| 2018  | Niels Vandeputte     | Tomáš Kopecký       | Pim Ronhaar        |
| 2019  | Witse Meeussen       | Thibau Nys          | Joran Wyseure      |
| 2020  | Thibau Nys           | Tibor Del Grosso    | Lennert Belmans    |
| 2021  | non-disputé          |                     |                    |
| 2023  | Yordi Corsus         | Seppe Van den Boer  | Robbe Marchand     |
| 2024  | Keano Geens          | Tibo Vancompernolle | Thorben Allaer     |
| 2025  | Giel Lejeune         | Lars Daelmans       | Lars Corsus        |